# Hospital Provincial de Alicante
El Hospital Provincial de Alicante fue una institución sanitaria creada en el siglo XIX como sucesora directa del desaparecido Hospital de San Juan de Dios, con el objetivo de responder a las nuevas necesidades médicas de una ciudad en expansión. Estuvo en funcionamiento hasta su cierre en 1991, momento en el que sus instalaciones fueron reconvertidas en el Museo Arqueológico Provincial de Alicante.

## Historia

### Fundación y primeras sedes
Tras la demolición del antiguo Hospital de San Juan de Dios (Alicante), que había funcionado como hospital principal de la ciudad desde su fundación en 1333 hasta su cierre en torno a 1840, se habilitó como sede provisional de la institución un edificio situado en la plaza de Santa Teresa. En 1849, este edificio pasó a constituirse oficialmente como el nuevo Hospital Provincial.
Este nuevo hospital recogía el testigo asistencial del desaparecido hospital medieval y marcó el inicio de una nueva etapa en la atención sanitaria alicantina.
Ante el aumento demográfico y las epidemias, se impulsó un nuevo centro hospitalario en el barrio de San Antón, operativo desde 1852.

### Nueva construcción en el barrio del Pla
Ya a comienzos del siglo XX, el aumento de población y el progreso de la medicina motivaron la planificación de un nuevo edificio en el actual barrio del Pla. Los terrenos fueron adquiridos a bajo coste a la familia de Juan Bautista Rocamora, y el proyecto fue impulsado por el presidente de la Diputación, Juan Grau Villalta, junto con el gobernador Bermúdez de Castro. El arquitecto Juan Vidal Ramos y el constructor Manuel Bernal Gallego estuvieron a cargo de su ejecución. Aunque el edificio comenzó a funcionar parcialmente en 1930, fue inaugurado oficialmente en 1931.
Durante la guerra civil española (1936–1939), el hospital fue reconvertido en centro militar, regresando a su función civil tras la contienda.

### Declive y cierre
A partir de los años 50, con el crecimiento de Alicante y la aparición de nuevos centros sanitarios como el Hospital General (1956), el Hospital Provincial perdió relevancia progresivamente.
Finalmente, en 1991, fue clausurado y sus recursos fueron absorbidos por el Hospital General. El edificio fue reformado y, desde el año 2000, alberga el Museo Arqueológico Provincial de Alicante (MARQ), uno de los museos más importantes de la Comunidad Valenciana.